# Miroslav Löbl

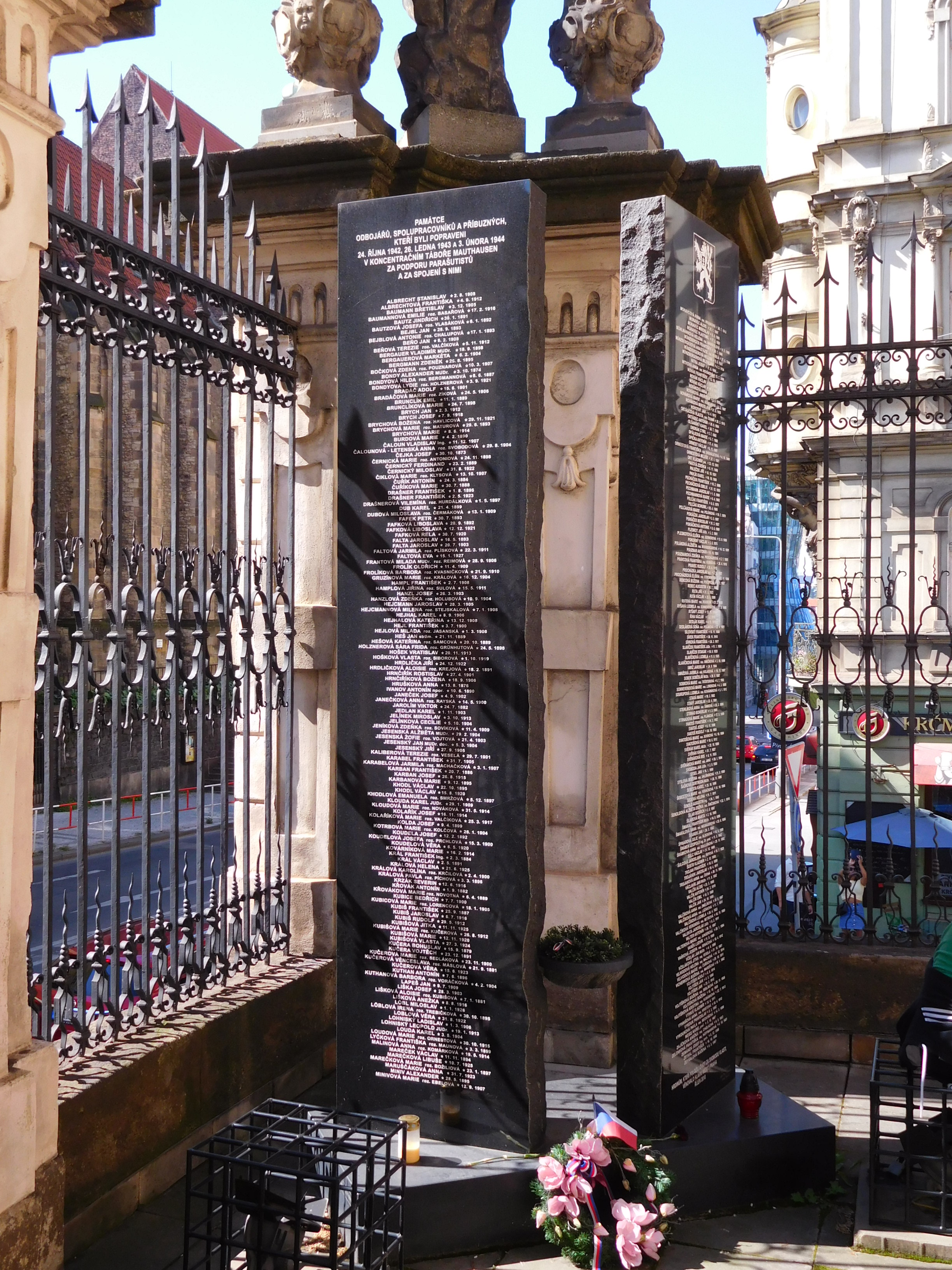
Pomník odbojářům popraveným a umučeným v souvislostí s operací Anthropoid (Resslova ulice)

Miroslav Löbl (1. ledna 1926 Hodonín – 24. října 1942 koncentrační tábor Mauthausen) patřil za Protektorátu Čechy a Morava k podporovatelům parašutistů plánujícím útok na Reinharda Heydricha. Spolu se svojí matkou Irenou Löblovou (1895–1942) a sestrou Věrou Löblovou (1922–1942) se šestnáctiletý Miroslav účastnil podpory parašutistů z výsadku Silver A.

## Život
Miroslav Löbl se narodil v Hodoníně 1. ledna 1926. Jeho matkou byla Irena Löblová rozené Třebícká (* 30. října 1895 – 24. října 1942 koncentrační tábor Mauthausen), jeho otcem byl Theodor Löbl. Miroslav měl ještě starší sestru Věru Löblovou (* 31. srpna 1922 – 24. října 1942 koncentrační tábor Mauthausen), která byla zasnoubena s odbojářem a významným podporovatelem parašutistů výsadku Anthropoid Vlastimilem (Aťou) Moravcem.

Rodina Löblova
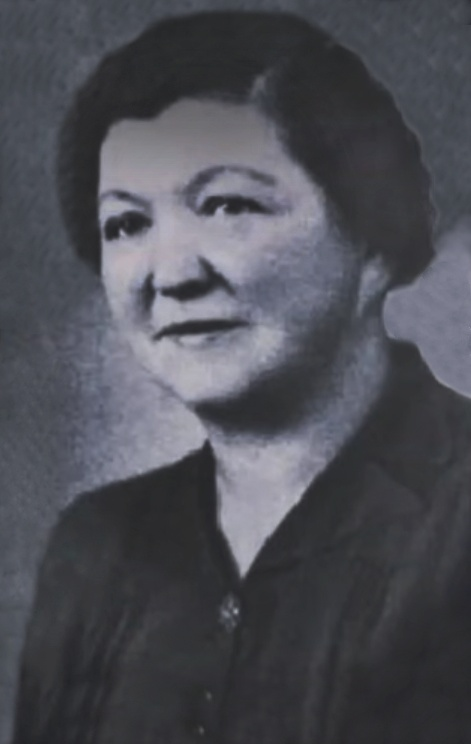
Jeho matka Irena Löblová
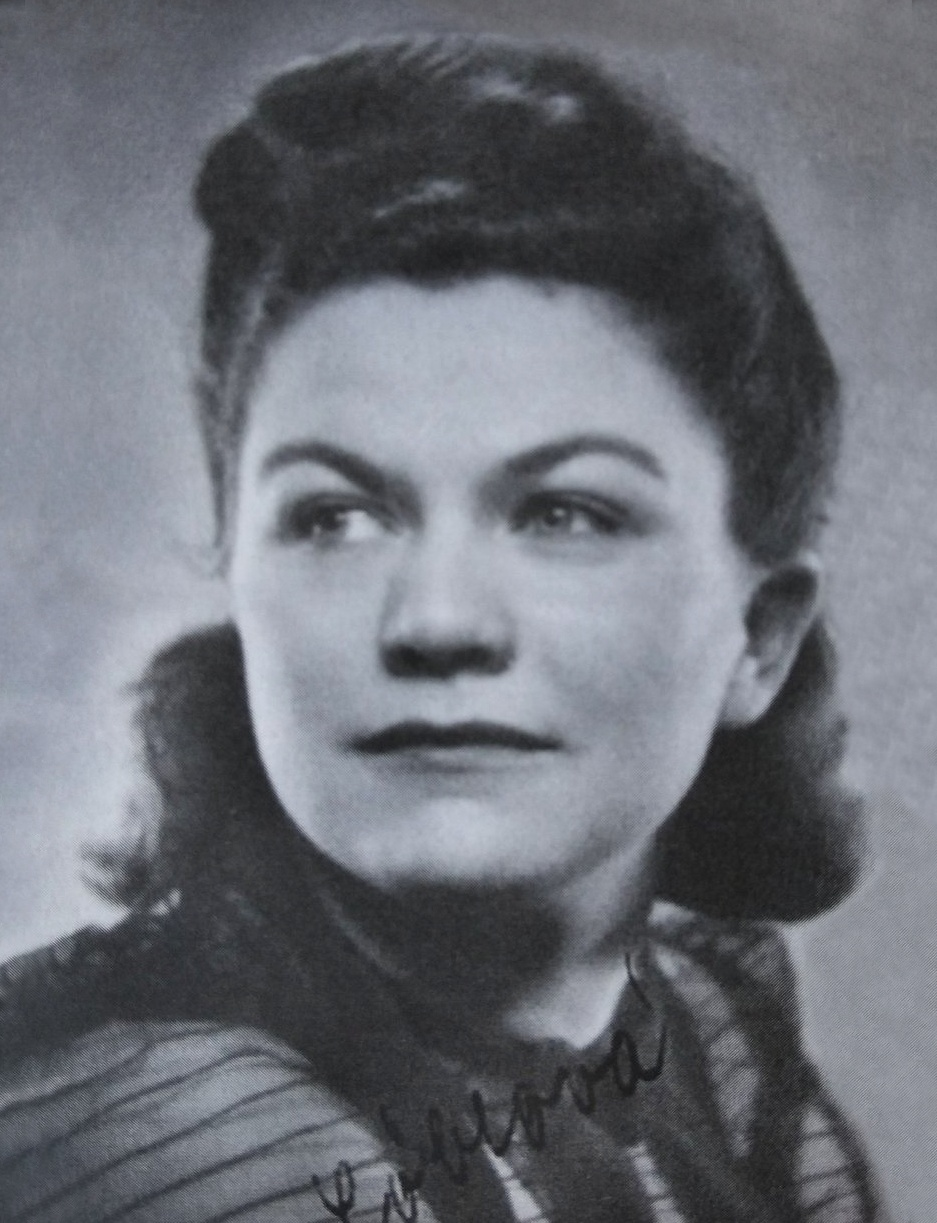
Jeho starší sestra Věra Löblová
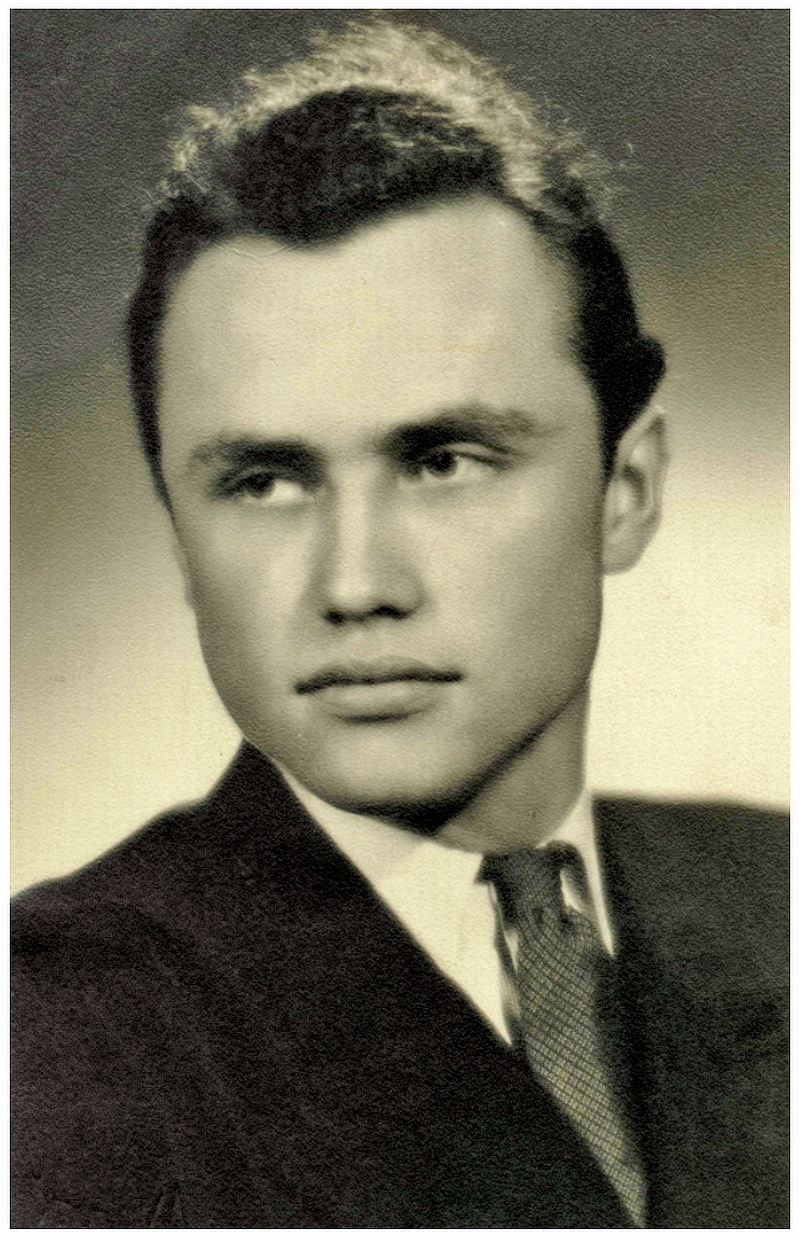
Snoubenec jeho sestry Vlastimil (Aťa) Moravec

V roce 1942 bylo Miroslavu Löblovi 16 let a byl studujícím. Celá rodina Löblových bydlela v Praze–Strašnicích v Černokostelecké ulici číslo popisné 899/4 (Německy se ulice jmenovala Schwartzkosteletzer). Spolu se svojí matkou Irenou a sestrou Věrou podporoval parašutisty – v jejich bytě se ukrýval (a přespával) na začátku května 1942 (mimo jiné) zástupce velitele paravýsadku Silver A rotmistr Josef Valčík.
Miroslava Löbla (a ostatní členy rodiny: Irenu a Věru) zatklo gestapo 22. června 1942 a stanný soud v Praze jej v nepřítomnosti 29. září 1942 odsoudil k trestu smrti. Z německé policejní věznice v Praze na Pankráci jej deportovali do Malé pevnosti v Terezíně a odtud (společně s dalšími spolupracovníky a rodinnými příslušníky atentátníků) do koncentračního tábora Mauthausen. Tam byl zavražděn výstřelem z malorážní pistole do týla při fiktivní lékařské prohlídce v odstřelovacím koutě mauthausenského „bunkru“ dne 24. října 1942 v 15.42. Spolu s ním ve stejný den, na stejném místě a stejným způsobem byly popraveny i jeho matka Irena a jeho sestra Věra.

## Připomínka
Jeho jméno (Löbl Miloslav *1.1.1926) i jméno jeho sestry (Loblová Věra *31.8.1922) a jméno jejich matky (Löblová Irena roz. Trebičková *30.10.1895) jsou uvedena na pomníku při pravoslavném chrámu svatého Cyrila a Metoděje (adresa: Praha 2, Resslova 9a). Pomník byl odhalen 26. ledna 2011 a je součástí Národního památníku obětí heydrichiády.

### Poznámky

Osoby zatčené 22. června 1942
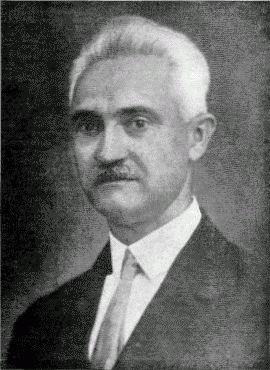
Jan Sonnevend
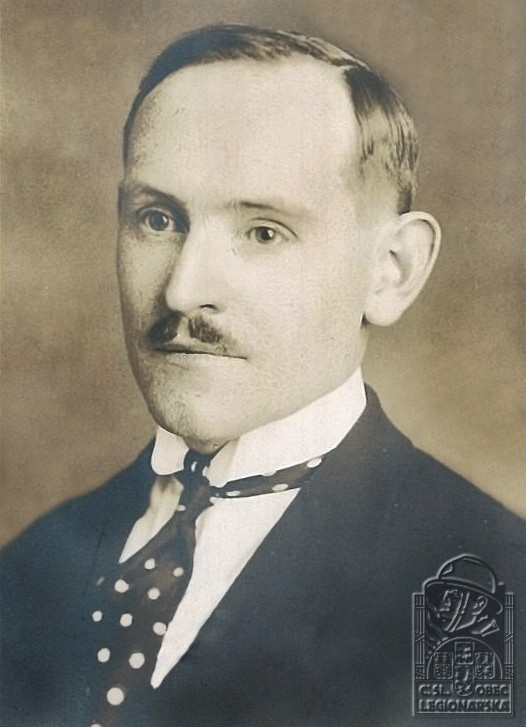
Petr Fafek
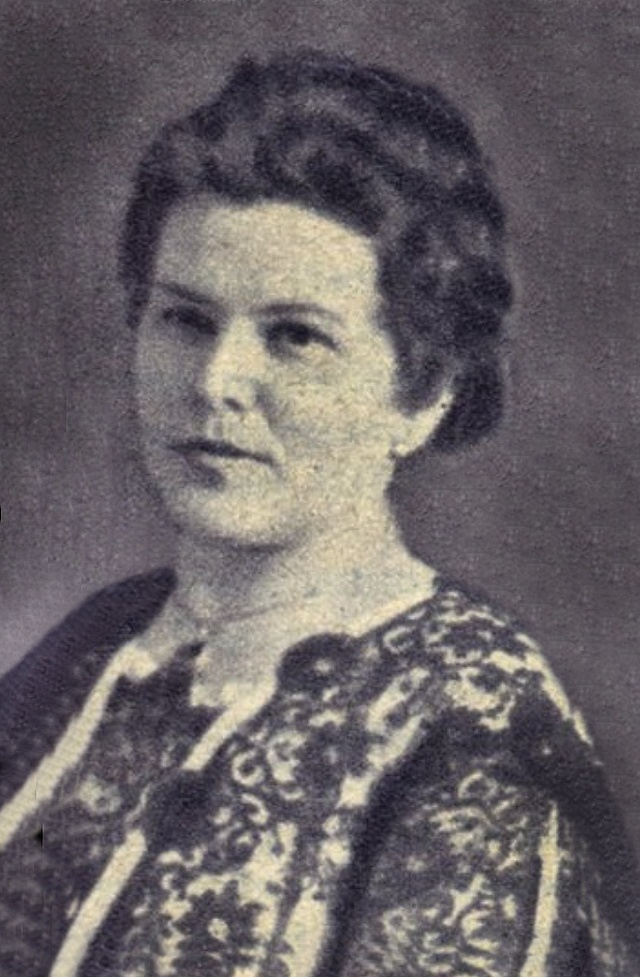
Liboslava Fafková starší
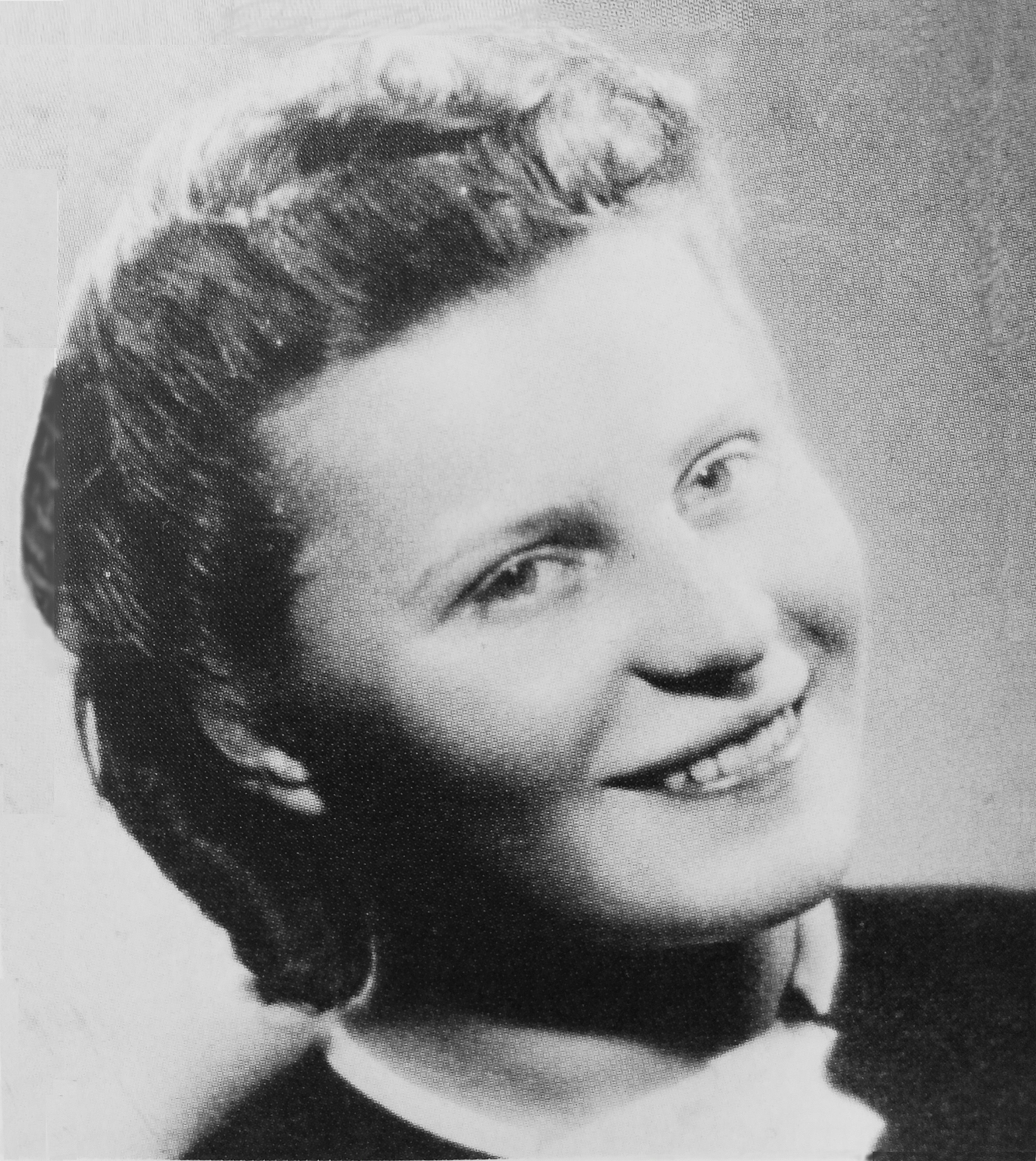
Liboslava Fafková mladší
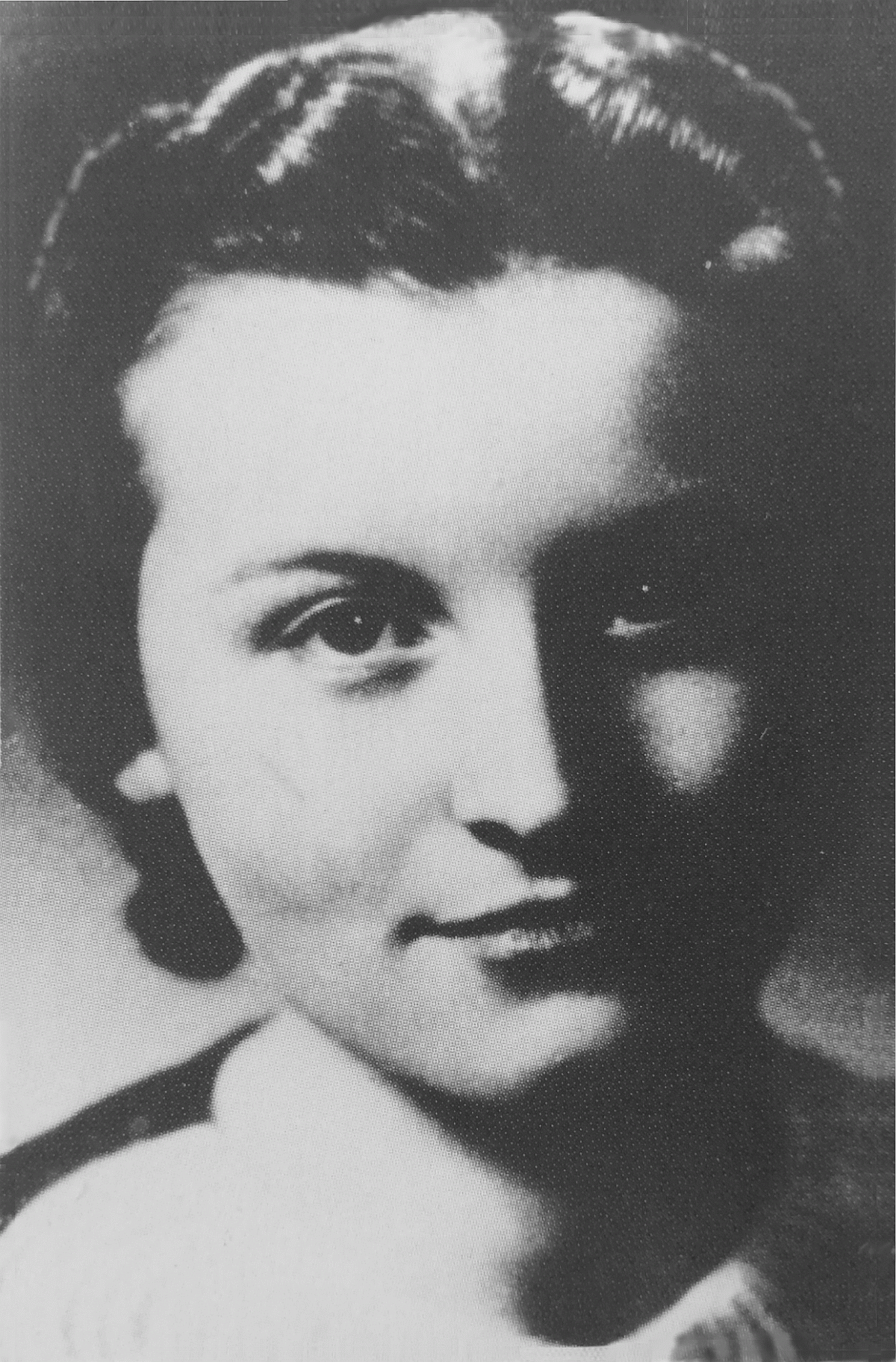
Rela Fafková
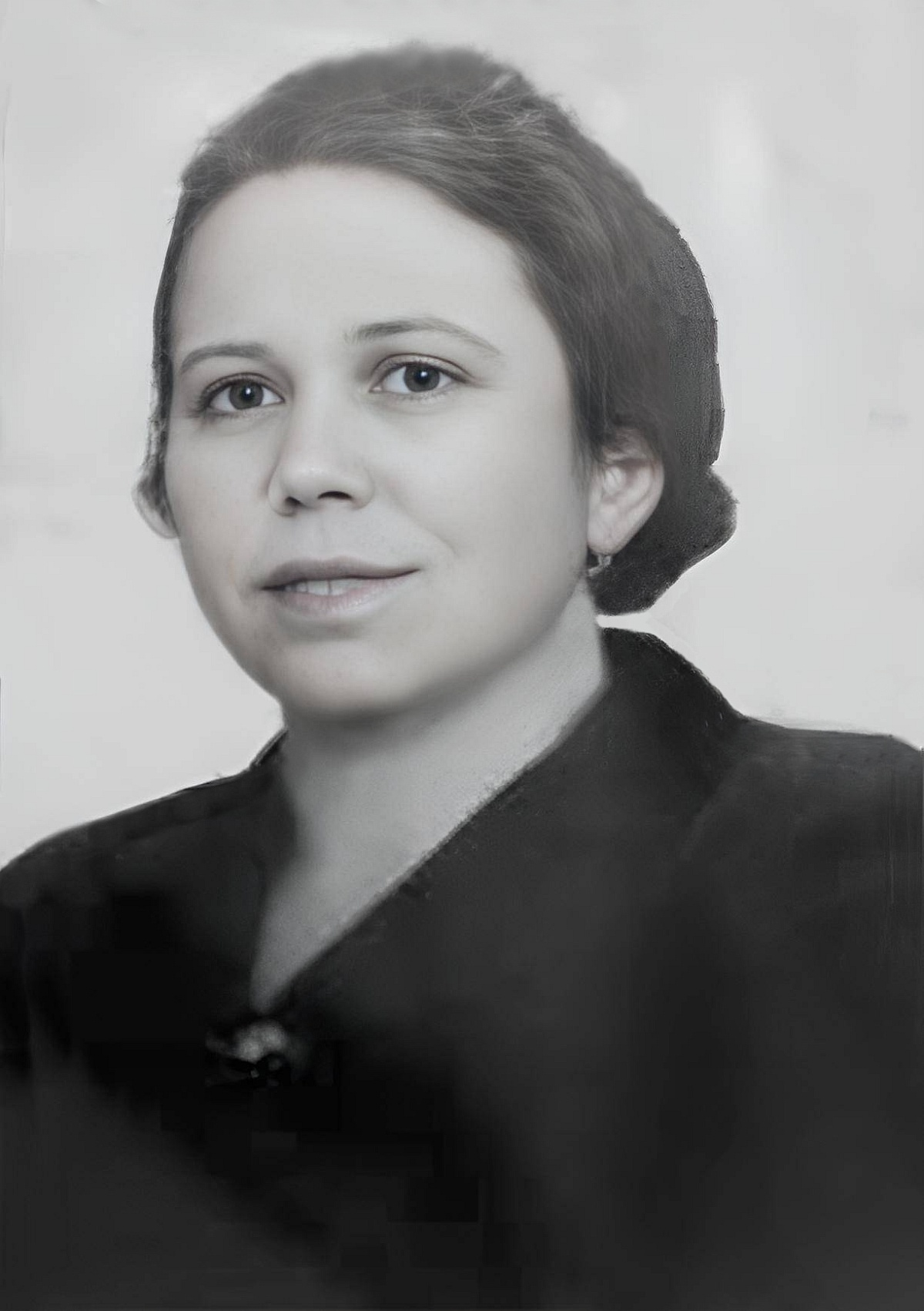
Marie Bradáčová
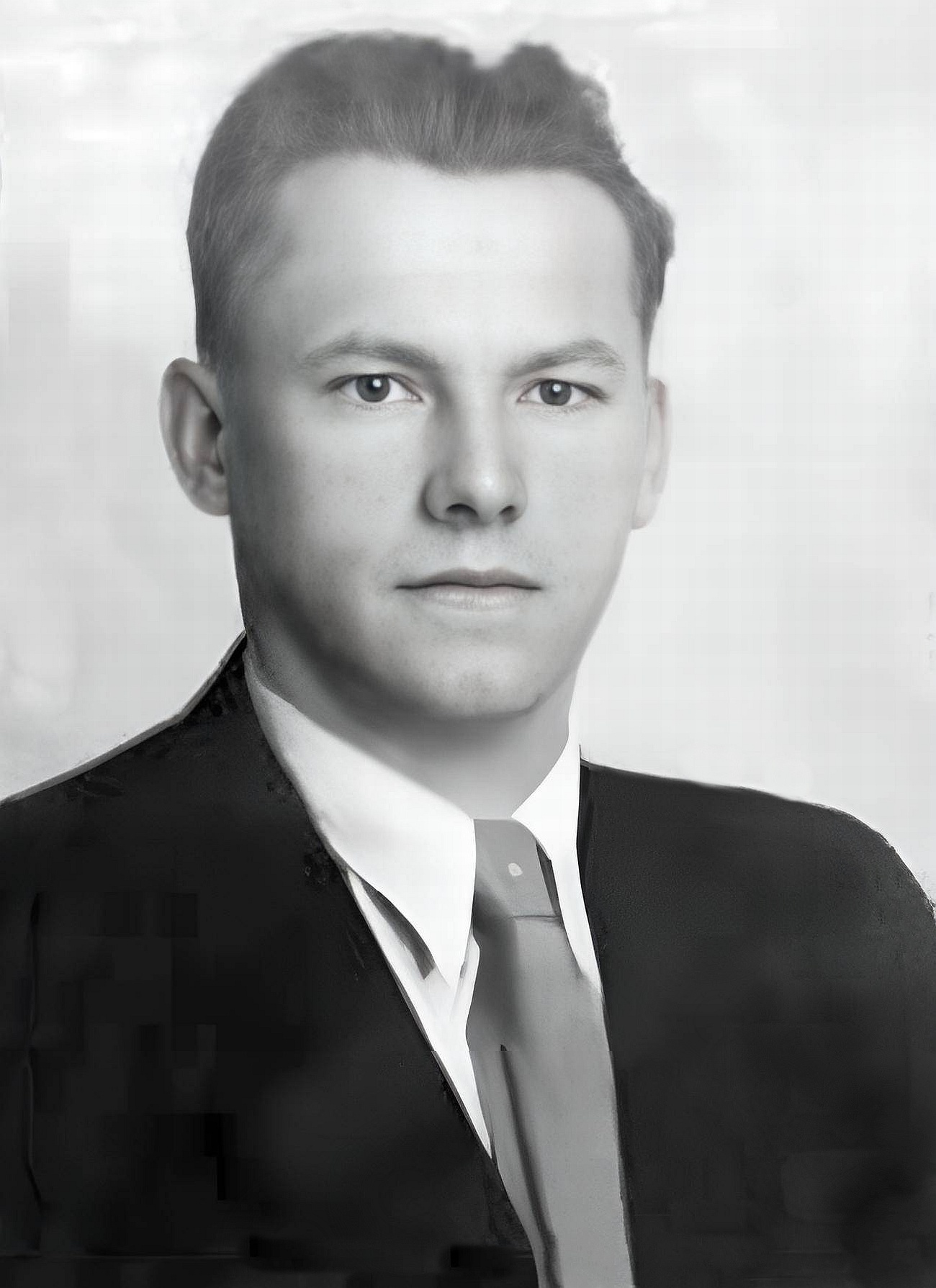
Adolf Bradáč